# Klepschildpadden
Klepschildpadden (Kinixys) zijn een geslacht van schildpadden uit de familie der landschildpadden (Testudinidae). De groep werd voor het eerst wetenschappelijk beschreven door Thomas Bell in 1827.

## Naam en kenmerken
Deze naam is te danken aan het rugschild of carapax, dat aan de achterzijde een scharnier heeft en naar beneden kan worden geklapt om zo de poten en staart te beschermen. De klep is echter niet meteen gebruiksklaar, het duurt enkele jaren voordat de schildpad zijn achterste deel van het rugschild omlaag kan klappen. Andere soorten schildpadden kennen een soortgelijk trucje maar deze klappen het buikschild of plastron omhoog, zowel aan de voor- als achterzijde. Deze schildpadden worden doosschildpadden genoemd, en betreft de geslachten Cuora en Terrapene.
Andere kenmerken zijn het langwerpige schild, de verlengde schedel en haakvormige bovenkaak. In vergelijking met veel andere landschildpadden zijn de poten niet zo rond en de tenen duidelijk te zien.

## Verspreiding en leefgebied
Alle soorten komen uitsluitend voor in Afrika, hoewel de verspreidingsgebieden nogal verschillen. De soort Kinixys lobatsiana bijvoorbeeld leeft alleen in Zuid-Afrika en zuidoostelijk Botswana, terwijl de gladrandklepschildpad voorkomt in een waslijst aan landen inclusief het oostelijke eiland Madagaskar. Alle soorten houden van drogere omgevingen maar blijven in de buurt van water en worden meestal aangetroffen in poelen in droge, warme streken.

## Taxonomie
Geslacht Kinixys
- Soort Gladrandklepschildpad (Kinixys belliana)
- Soort Stekelrandklepschildpad (Kinixys erosa)
- Soort Gebochelde klepschildpad (Kinixys homeana)
- Soort Kinixys lobatsiana
- Soort Kinixys natalensis
- Soort Kinixys nogueyi
- Soort Kinixys spekii
- Soort Kinixys zombensis